# Tavi Colen
Octavian Silviu Călugăru (n. 8 octombrie 1967, Târgu Jiu, Gorj, România), mai cunoscut sub numele de scenă Tavi Colen, este un muzician român, fost membru al trupei Talisman.